# Jan H. Spaas
 (septembre 2024).
Jan H. Spaas, né le 6 janvier 1986 à Bilzen (Belgique), est un vétérinaire, entrepreneur et chercheur belge en sciences vétérinaires.

## Jeunesse et éducation
Jan H. Spaas est né dans une famille active dans le domaine équestre. Son père, Michel Spaas, était un éleveur de chevaux réputé, et sa mère, Hilde Berghs, ergothérapeute spécialisée dans les soins aux personnes handicapées,.
Spaas a suivi ses études secondaires au Biotechnicum Bocholt et à l'Institut Sint-Augustinus de Bree, avec une spécialisation en latin et mathématiques. Il a obtenu une licence en médecine vétérinaire à l'université de Gand en 2007, un master en 2010, et un doctorat en 2013,,.

## Carrière
En 2012, Jan Spaas a cofondé Global Stem Cell Technology (GST) avec son épouse, la vétérinaire Sarah Broeckx.
GST et Pell Cell Medicals ont toutes deux été rachetées par Boehringer Ingelheim en 2020. Il a levé 9,4 millions d'euros pour la recherche sur les cellules souches, la construction d'une installation de production BPF et l'obtention d'une autorisation de mise sur le marché de l'UE pour deux produits médicinaux,,,.
En 2020, Spaas a été nommé professeur invité au département de morphologie, d'imagerie, d'orthopédie, de rééducation et de nutrition de la faculté de médecine vétérinaire de l'université de Gand,.
En 2018, Spaas a cofondé la clinique équine Via Nova avec le vétérinaire Marc Suls. L'hôpital a été racheté par le groupe Altano en 2022,.
En 2022, Spaas a été nommé directeur du développement mondial de l'innovation chez Boehringer Ingelheim à Athens, en Géorgie,, puis responsable mondial de la recherche pour Boehringer Ingelheim Animal Health en Allemagne en 2023.
En 2024, Spaas est retourné en Belgique, où il est devenu président du conseil d'administration d'Animab, une société de biotechnologie vétérinaire, et membre du conseil d'administration d'Intibio, et de Ventribio.

## Vie privée
Jan Spaas est marié à la vétérinaire Sarah Broeckx, avec qui il a deux filles, Julie (née en 2016) et Charlotte (née en 2018),.